# 群馬県立医療短期大学
群馬県立医療短期大学（ぐんまけんりついりょうたんきだいがく、英語: Gunma Prefectural College of Health Science）は、群馬県前橋市上沖町323-1に本部を置いていた日本の公立大学である。1993年に設置され、2008年に廃止された。大学の略称はG・C・H・S。

## 概要

### 大学全体
- 群馬県立福祉大学校を母体としていた[1]。
- 1993年群馬県前橋市において設置された日本の公立短期大学で、2つの学科と専攻科1専攻からなっていた[2]。

### 教育および研究
- 看護師および放射線技師の養成に力をいれており、臨地実習先として前橋赤十字病院・伊勢崎市民病院・群馬大学医学部附属病院・国立高崎病院・群馬県立がんセンターなどがあった。

### 学風および特色
- 群馬県立医療短期大学は、心豊かな人間性を備えた医療技術者の育成を目的に設立された[2]

## 沿革
- 1952年
  - 6月 前橋市上小出町に開校した群馬県立看護学院を源流とする[3]。
- 1965年
  - 4月 エックス線技師学校を置く[3]。
- 1970年 群馬県立福祉大学校（保健婦学科・放射線学科）を設置。
- 1972年 群馬県立福祉大学校に看護学科を設置。
- 1989年
  - 4月 左記をもって群馬県立医療短期大学開設準備委員会を設立する[4]
- 1992年
  - 12月21日 左記をもって文部省[注 2]より短期大学の設置が認可される[2][5]。
- 1993年
  - 4月1日 左記をもって群馬県立医療短期大学開学。それに伴い、群馬県立福祉大学校放射線学科および看護学科の生徒募集を停止。
    - 看護学科：在学者数119（うち男子13）[6]
    - 診療放射線学科：在学者数35（うち男子11）[6]
- 1996年 専攻科地域看護学専攻を設置。それに伴い、群馬県立福祉大学校保健婦学科が廃止され、群馬県立福祉大学校自体が廃止となる。
- 2004年 最後の募集となる[注 3]。翌年度より群馬県立県民健康科学大学へ移行。
- 2008年3月31日廃止[2]。

## 基礎データ

### 所在地
- 群馬県前橋市上沖町323-1

### 象徴
- 群馬県立医療短期大学のカレッジマークは、群馬県の頭文字である「G」を基本に、平和の象徴であるハトの横顔を想起させるとともに、県内を流れる利根川の清流を表現したものが中央に描かれたものとなっていた[2]。

## 教育および研究

### 組織

#### 学科
- 看護学科 入学定員80名[7]
- 診療放射線学科 入学定員35名[8]

#### 専攻科と別科
- 地域看護学専攻：大学評価・学位授与機構認定。修業年限は昼間部1年制、入学定員は30名[9]。
- 別科はなし。

#### 取得資格について
受験資格
- 看護師：看護学科
- 診療放射線技師：診療放射線学科
- 保健師：地域看護学専攻

#### 附属機関
- 図書館：1995年度より県内に在住・在勤または在学する18歳以上の人々を対象に一般開放していた。40,000冊以上の所蔵があった[10]。

### 研究
- 『群馬県立医療短期大学紀要』あり。

## 学生生活

### 部活動・クラブ活動・サークル活動
- 群馬県立医療短期大学で活動していたクラブ活動[11]
  - 体育系：バスケットボール・テニス・ダンス・野球・スケート・少林寺拳法・バレーボールほか
  - 文化系：クラシックギター・演劇・リコーダー・「温泉会」ほか。

### 学園祭
- 群馬県立医療短期大学の学園祭は「桃の木祭」と呼ばれ、概ね11月において2日間にかけて行われていた[12]。

## 大学関係者と組織

### 大学関係者

#### 歴代学長
- 杉森みど里
- 田所作太郎

## 施設

### キャンパス
- 学内には「愛」と記された石碑が建てられていた。
- 宇宙飛行士の向井千秋が宇宙飛行の際に持参した「クロマツの種子」から育成された苗木が配布され、2001年3月に植樹された[13]。

### 学生食堂
- 群馬県立医療短期大学の学生食堂（学食）は、180席程度確保されていた[12]。

### 寮
- 群馬県立医療短期大学には学生寮がなく、民間のアパートやマンションなどを利用することになっていた[12]。

## 卒業後の進路について

### 編入学・進学実績[2]
- 看護学科：群馬大学・埼玉県立大学・長野県看護大学・新潟大学養護教諭特別別科・桐生短期大学、名古屋市立大学看護短期大学部、信州大学医療技術短期大学部、神奈川県立衛生短期大学の各短大専攻科ほか
- 診療放射線学科：名古屋大学・群馬大学ほか。
- 専攻科：東京大学大学院ほか。